# Niwen
Der Niwen ist ein 2'769 Meter hoher Berg der Walliser Alpen in der Nähe von Goppenstein im Kanton Wallis.
Lötschental Tourismus beziffert die Aufstiegszeit ab Ferden über die Faldumalp auf rund 4 Stunden 30 Minuten, ab Goppenstein, ebenfalls über die Faldumalp, auf rund 5 Stunden. Von der Spitze des Niwen eröffnen sich Blicke ins Walliser Rhonetal und ins Lötschental.